# Fan-Tas-Tic (Vol. 1)
Albums de Slum Village
Fantastic, Vol. 2
(2000)
Fan-Tas-Tic (Vol. 1) est le premier album studio de Slum Village, sorti en 1997 en bootleg et officiellement en 2005.
Faute d'être vraiment sorti à l'époque, l'album a circulé sous forme de bootleg dans les rues. Ce n'est qu'en 2005 qu'il a pu être édité dans une version digne de ce nom avec des titres bonus. Certaines chansons, non utilisées, apparaîtront dans l'album suivant, Fantastic, Vol. 2. L'album est entièrement produit par Jay Dee.

## Liste des titres
| No  | Titre                                | Contient un (des) sample(s) de | Durée |
| --- | ------------------------------------ | --- | ----- |
| 1.  | Fantastic                            | You'll Know When You Get There d'Herbie Hancock | 1:28  |
| 2.  | Keep It On (This Beat)               | Make It Funky de James Brown The Message de Grandmaster Flash and The Furious Five featuring Grandmaster Melle Mel et Duke Bootee Risin' to the Top de Keni Burke | 3:09  |
| 3.  | I Don't Know                         | | 1:01  |
| 4.  | How We Bullshit                      | Just Kickin' It de Xscape Time and Chance de Color Me Badd Stakes Is High de De La Soul                                                                           | 1:16  |
| 5.  | Fat Cat Song (featuring Phat Kat)    | Turn Off the Lights de Larry Young's Fuel | 2:53  |
| 6.  | The Look of Love                     | The Look of Love by Barney Kessel | 4:17  |
| 7.  | Estimate                             | You Call It Madness de Clare Fischer | 1:24  |
| 8.  | Hoc N Pucky                          | T.T.T. (Twelve Tone Tune) de Bill Evans Tough de Kurtis Blow | 1:38  |
| 9.  | Beej N Dem                           | | 2:15  |
| 10. | Pregnant (T3)                        | | 1:17  |
| 11. | Forth & Back (Rock Music)            | Funkin' for Jamaica (N.Y.) de Tom Browne | 3:36  |
| 12. | Fantastic 2                          | | 0:50  |
| 13. | Fantastic 3                          | Aquarius/Let the Sunshine In de The Moog Machine | 1:35  |
| 14. | This Beat (Keep It On) (Remix)       | | 2:59  |
| 15. | 5 Ela (Remix) (featuring 5 Elementz) | Remind Me de Patrice Rushen | 3:00  |
| 16. | Give This Nigga                      | Heartbreaker (Part I, Part II) de Zapp | 1:35  |
| 17. | Players                              | | 2:59  |
| 18. | Look of Love (Remix)                 | Inside My Love de Minnie Riperton Inside My Love de Trina Broussard                                                                                               | 2:46  |
| 19. | Pregnant (Baatin)                    | A Chunk of Sugar de Roger | 1:01  |
| 20. | Things U Do (Remix)                  | Sing Me Softly of the Blues de Gary Burton | 3:27  |
| 21. | Fat Cat (Remix)                      | | 2:44  |
| 22. | Fantastic 4                          | | 1:20  |

| 23. | What's Love Gotta Do With It (Look of Love Remix) | 3:26 |
| 24. | 2U4U (instrumental)                               | 2:11 |